# Coupe de Gibraltar féminine de football
La Coupe de Gibraltar féminine de football ou Women's Rock Cup est une compétition de football féminin disputée entre les clubs féminins de Gibraltar. 

## Format
La Rock Cup 2016 se dispute entre 4 clubs. Les équipes sont composées de 9 joueuses au lieu de 11 habituellement, afin d'encourager la création de clubs.

## Palmarès
| Année | Vainqueur                                         | Score                                             | Finaliste                                         |
| ----- | ------------------------------------------------- | ------------------------------------------------- | ------------------------------------------------- |
| 2013  | Manchester 62 FC Ladies                           |                                                   |                                                   |
| 2014  | Manchester 62 FC Ladies                           | 4 - 1                                             | Saint Joseph's Ladies                             |
| 2015  | Manchester 62 FC Ladies                           | 1 - 0                                             | Lions Gibraltar FC Ladies                         |
| 2016  | Lincoln Red Imps FC Ladies                        | 1 - 0                                             | Lions Gibraltar FC Ladies                         |
| 2017  | Lincoln Red Imps FC Ladies                        | 1 - 0                                             | Lions Gibraltar FC Ladies                         |
| 2018  | Lincoln Red Imps FC Ladies                        | 4 - 0                                             | Europa Ladies                                     |
| 2019  | Lions Gibraltar FC Ladies                         | 6 - 0                                             | Lincoln Red Imps FC Ladies                        |
| 2020  | Non disputée en raison de la pandémie de Covid-19 | Non disputée en raison de la pandémie de Covid-19 | Non disputée en raison de la pandémie de Covid-19 |
| 2021  | Non disputée en raison de la pandémie de Covid-19 | Non disputée en raison de la pandémie de Covid-19 | Non disputée en raison de la pandémie de Covid-19 |
| 2022  | Lions Gibraltar FC Ladies                         | 5 - 1                                             | Lynx FC Women                                     |
| 2023  | Lions Gibraltar FC Ladies                         | 4 - 0                                             | Lynx FC Women                                     |
| 2024  | Lions Gibraltar FC Ladies                         | 2 - 1                                             | Europa Ladies                                     |

## Nombre de titres par clubs
| Rang | Clubs                      | Titre(s) |
| ---- | -------------------------- | -------- |
| 1    | Lions Gibraltar FC Ladies  | 4        |
| 2    | Lincoln Red Imps FC Ladies | 3        |
| 2    | Manchester 62 FC Ladies    | 3        |